# Етноумље
Магазин Етноумље покренут је 2007. године. Издавач је невладина организација  асоцијација Србије. Бави се афирмацијом и популаризацијом етно музике у Србији, као и теоријом, критиком, естетиком и историјом ове музике. Магазин излази два пута годишње. Оснивач и реализатор магазина је Оливер Ђорђевић.

## О магазину
Магазин Етноумље извештава о догађајима на српској етно музичкој сцени, доноси критичке приказе концерата, фестивала и других манифестација. Поред тога, магазин пише и о домаћем народном музичком стваралаштву, објављује рецензије албума и преводе стручних радова који се односе на проблематику етно музике и упознаје читаоце са међународном World Music сценом. Поводом 30 година светске музике у Србији објављен је четвороброј овог магазина.

## Редакција
Од оснивања, до 2013. године, на месту главног и одговорног уредника магазина Етноумље био је Оливер Ђорђевић. Од 2013. године, ову функцију обавља Марија Витас, етномузиколошкиња. У редакцији магазина су Бојан Ђорђевић (члан World Music Charts Europe), Драгомир Миленковић - Јога, Желимир Гвојић - el gvojos, Селена Ракочевић, Дејан Вујиновић, Никола Главинић, Марија Шекуларац, Сузана Арсић, Ненад Апостоловић и Ана Милосављевић. Аутор насловних страна од 23. броја је уметнички фотограф Иван Грлић.

## Промотивни албум
Уз сваки број магазина, у сарадњи са WMAS Records, објављује се и промотивни албум или DVD, који се поклања уз магазин. До сада су објављена следећа издања:
- Бр. 1 Хазари - Пресек
- Бр. 2 Славиша Маленовић & A PRIORI - MOON FOG
- Бр. 3  2008
- Бр. 4
- Бр. 5  - Уживо из Етнографског музеја
- Бр. 6/7 Ансамбл PACHAMAMA - Уживо на Коларцу
- Бр. 8  2009
- Бр. 9/10 Милош Петровић - Из опуса
- Бр. 11/12
- Бр. 13/14 WORLD MUSIC FROM SERBIA 2010
- Бр. 15/16
- Бр. 17/18 Мирослав Тадић - Путник
- Бр. 19-22 Trio Jazzy - Историја Византије
- Бр. 23 2 албума Владимира Никића
- Бр. 24/25 Светлана Спајић и Бокан Станковић уживо; Лепи Јова - Јовин први албум
- Бр. 26 Врело - Погледај ме како певам (LIVE)

## Онлајн издање
Магазин Етноумље има и своје онлајн издање. Бројеве од 1. до 18. и број 23, могуће је преузети на сајту World Music асоцијације Србије.